# ۵۶۳ (خورشیدی)
۵۶۳ پانصد و شصت و سومین سال هجری خورشیدی است.